# Ipotesi documentale

Possibile schema dell'"ipotesi documentaria":
'J': tradizione jahvista
'E': tradizione Elohista
'D': tradizione Deuteronomista
'P': tradizione Sacerdotale
'R': "Redattore" che ha compilato le fonti
'DH': Storia deuteronomistica
- include la maggior parte del Levitico
† include la maggior parte del Deuteronomio
‡ include Giosuè, Giudici, Samuele 1&2, Re 1&2

L'ipotesi documentale o documentaria, la cui versione più nota è detta anche teoria delle quattro fonti o teoria JEDP, è una ipotesi formulata nell'Ottocento dallo studioso biblico e orientalista tedesco Julius Wellhausen per spiegare la formazione dei primi cinque libri della Bibbia, i quali prendono il nome di Pentateuco (Torah in ebraico). Wellhausen rielaborò concetti proposti da diversi studiosi nei due secoli precedenti e li formulò in modo particolarmente convincente con la pubblicazione del libro Prolegomena zur Geschichte Israels (1878). L'ipotesi documentale di Wellhausen ebbe grande successo nel Novecento e svolse un ruolo molto importante per la nascita della critica storica nella storia delle religioni e nell'esegesi biblica per esaminare e studiare la storicità della Bibbia.
L'ipotesi documentale venne accettata dalla maggior parte degli esperti e storici come la teoria dominante sull'origine e formazione del Pentateuco e nel corso del secolo XX ne furono proposti dai biblisti importanti arricchimenti e modifiche. Fra questi, occorre segnalare soprattutto Hermann Gunkel, Martin Noth e Gerhard von Rad. Negli ultimi decenni del secolo, però, un numero crescente di studiosi (oggi maggioritario) ha messo in dubbio i fondamenti della teoria e ha proposto spiegazioni alternative. Restano comunque, soprattutto in USA, numerosi sostenitori della teoria delle quattro fonti, fra cui Joel Baden.

## La nascita dell'ipotesi delle quattro fonti
Secondo la tradizione ebraica (e molte confessioni religiose cristiane più legate alla lettera del testo biblico), la Torah sarebbe stata scritta da Mosè in persona. La presenza di alcune incoerenze generò dei sospetti e indusse a ritenere che la redazione del Pentateuco (tutta o almeno quella finale) fosse dovuta a Esdra, vissuto un millennio dopo Mosè. Il primo a formulare tale ipotesi fu Baruch Spinoza nel suo Tractatus theologico-politicus, pubblicato anonimo nel 1670.  Spinoza argomenta che Mosè scrive in terza persona e che i nomi di alcuni luoghi sono diversi da quelli utilizzati nell'epoca di presunta datazione del Pentateuco.
La possibilità che la redazione finale del Pentateuco fosse di epoca persiana indusse altri studiosi ad esaminare criticamente il testo per trovarvi traccia di "fonti" antiche utilizzate dal redattore finale. Alcune caratteristiche, ad esempio, colpirono l'attenzione:
- due racconti della creazione (Genesi, 1,1-2,4a[6] e 2,4b-25[7]);
- due decaloghi (Esodo 20,1-17[8] e Deuteronomio 5,6-21[9]);
- diversi nomi per Dio (in particolare Yahweh ed Elohim; si veda anche la voce Nomi di Dio nell'ebraismo);
- diverse concezioni teologiche su Dio.

Maturò così l'idea che il Pentateuco fosse stato scritto nel corso del I millennio a.C. integrando fra loro vari scritti di epoche precedenti. Accanto alle fonti Elohista e Jahvista, già suggerite da Henning B. Witter (1683-1715), Abraham Kuenen (1828-1891) identificò una fonte Sacerdotale (il Priestercodex) ed Eduard K.A. Riehm (1830-1888) una fonte indipendente per il Deuteronomio. Quindi, verso la fine del XIX secolo, lo studioso tedesco Julius Wellhausen, riordinando le varie ipotesi, postulò la "teoria delle quattro fonti", secondo cui alla base del Pentateuco ci sono queste quattro diverse tradizioni. Le tradizioni sono racconti tramandati nel tempo in forma orale e poi messi per iscritto. Dalle iniziali del loro nome la teoria è anche definita JEDP.

## Ipotesi sull'origine delle fonti del Pentateuco
Le ipotesi sulle fonti alla base del Pentateuco sono tre:
- ipotesi dei frammenti: prevede che esistessero varie unità letterarie (dei frammenti) poi unificate in unico testo da uno o più redattori finali, dopo la morte di Mosè. Tale ipotesi non presta attenzione all'eventuale esistenza di una tradizione orale mnemonica precedente;
- ipotesi dei complementi: immagine l'esistenza di un singolo documento unitario completo che descrive la storia della salvezza dalla creazione all'ingresso in Terra Santa. Fu scritto probabilmente durante l'esilio babilonese e il periodo persiano. Esso fu integrato con dei complementi, più brevi, meno particolareggiati e relativi a una parte di storia meno estesa, derivati anche da documenti più antichi;
- ipotesi dei documenti: immagina una pluralità di documenti completi, indipendenti tra loro, che vengono fusi in epoca successiva. L'integrazione avviene seguendo la legge antica della conservazione (ciò che è più antico ha maggior valore e deve essere preservato), della continuità (si conserva ciò che vale ed è attualizzabile al tempo presente) e la legge dell'economia (il materiale scrittorio era molto costoso e lasciava pochi margini nei fogli in cui poter scrivere, almeno fino al periodo persiano).

## Le fonti JEDP
La fonte J (o Jahvista) e quella E (o Elohista) si chiamano così in accordo al diverso nome di Dio (Yahweh o Elohim) utilizzato nei primi tre libri del Pentateuco. 

Ipotesi di distribuzione delle tradizioni Jahvista, Elohista, Deuteronomista e Sacerdotale nella Torah insieme ai contributi e alla revisione dei redattori successivi.

La tradizione Jahvista sarebbe originaria del X/IX secolo a.C. (il periodo monarchico). Trova conferma in 2 Samuele 8,15-18 in cui si indica che Davide creò una corte regale simile a quelle egiziane con un archivista e degli scribi che probabilmente si occuparono di mettere per iscritto la tradizione orale relativa alla storia di Israele, per dare un'identità al popolo eletto. In essa, l'uomo e il suo mondo sono descritti con grande concretezza e con analisi dei conflitti interni del cuore umano. Dio è visto molto vicino al suo popolo e in alcuni casi è quasi antropomorfizzato (quando ad esempio passeggia nel giardino dell'Eden, chiude l'Arca dell'Alleanza, scende a vedere Babele). È poco interessata ai materiali storico/giuridici, chiama "Sinai" il monte e copre la storia fin dalle origini.
In particolare, l'opera dello jahvista è riscontrabile nella parte narrativa più antica del Pentateuco la quale deve la sua struttura all'antico credo d'Israele, con i suoi capitoli sui patriarchi, l'esodo, l'entrata degli Israeliti nella terra promessa. Lo jahvista, dunque, prende i ricordi della tradizione orale d'Israele e disegna un'ampia immagine di almeno due di quei temi. Esso è il primo a mettere per iscritto le antiche tradizioni orali del suo popolo.
Temi ricorrenti sono la promessa divina dj una numerosa discendenza ad Abramo e la libertà di Dio, che più volte sceglie il capo di Israele in violazione della legge sulla primogenitura: Davide non è il primogenito di Jesse, Giacobbe invece di Esaù, Giuda invece di Ruben, Isacco invece di Ismaele. 
La fonte Elohista usa per la maggior parte dei casi Elohim come nome di Dio. Si sarebbe formata in epoca successiva (VIII secolo) nel Regno del Nord, dopo la divisione dello stato di Israele, principalmente sotto Geroboamo II. Nella sua visione teologica, Dio è visto in modo più trascendente: parla dal cielo, appare nei sogni, parla per mezzo di mediatori: gli angeli. Il profeta è il mediatore tra Dio e l'uomo, come nei casi di Mosè, Elia, Amos e Osea che protestano contro l'idolatria è le disuguaglianze sociali. La fonte elohista è attenta al dono divino della Terra Promessa, dono gratuito per il quale Dio non chiede in cambio alcuna contropartita (diversamente da quanto era stato per la discendenza di Abramo cui aveva chiesto la circoncisione del figlio Isacco, divenuta legge per tutti gli ebrei durante l'esilio babilonese).
La tradizione D (o Deuteronomista) è chiamata così in quanto dominante nel libro del Deuteronomio. È fatta risalire al VII secolo nel Regno del Sud, alla riforma religiosa di Giosia. Ha come fine principale intenti didattici riguardanti la Legge e corrisponderebbe al rotolo che venne ritrovato nel Tempio nel 622 avanti Cristo che diede il via alla riforma religiosa monoteista del regno di Giosia, re di Giuda. Questo rotolo fu chiamato documento deuteronomista e fu alla base della datazione dei documenti elohisti e jahvisti che richiamavano una pluralità di luoghi di culto presenti nella fonte deuteronomista ed erano quindi anteriori.
La tradizione P (o Codice Sacerdotale - Priestercodex) raccoglierebbe testi anche molto antichi, ma sviluppati in epoca post-esilica. Riguarda essenzialmente norme liturgiche e rituali. È predominante nel Levitico, ma anche Nm, Es e in minima parte Gn. Presenta uno stile didattico, scarno, facilmente riconoscibile. L'obbiettivo è focalizzare l'attenzione su Dio e la sua rivelazione e non sull'uomo, al punto che non sono presenti elementi narrativi. Alla formazione dei testi scritti hanno contribuito la tradizione orale (secondo la Redaktion-geschichte) e l'esperienza vissuta da Israele (la Sitz im Leben secondo la critica delle forme).
A seguito della conquista assira del Regno del Nord e della capitale Samaria nel 721 A.C molti ebrei furono deportati e altrettanti Riuscirono a fuggire a sud dove trovarono ospitalità sotto il regno di Ezechia. Alcuni studiosi hanno ipotizzato che la fonte jahvista e quella elohista si siano fuse nella fonte jeovista (JE). Ciascuna delle 4 fonti avrebbe avuto una fonte differente.
Nel IV sec. a. C., sotto Esdra e la dominazione persiana, alcuni redattori avrebbero unito le 4 tradizioni per dare vita al Pentateuco, com'era noto al tempo di Gesù fino all'età moderna. L'ipotesi documentale valorizza l'Apocalisse di Esdra (14:42), laddove il testo (non canonico) afferma che i cinque scribi radunati da Esdra per mettere velocemente per iscritto la Legge sotto dettatura – essendo stata "bruciata" la versione anteriore – lo fecero per miracolo, ispirati da Dio e scrivendo "in caratteri che non conoscevano".
Esdra era sommo sacerdote e scriba, uno dei pochi ad aver accesso all'archivio amministrativo del re persiani e il fondatore della Grande Sinagoga cui si attribuisce la definizione del primo canone biblico dell'Antico Testamento; tuttavia, nella Bibbia canonica e, in particolare, nei libri di Esdra non è mai menzionato né come autore del Pentateuco né come redattore dei libri che portano il suo nome.
Non sono noti commenti ebraici antichi che menzionino nessuno i 4 documenti del modello JEDP
o i loro presunti autori.

## Il tramonto dell'ipotesi documentale
Nel corso degli ultimi trent'anni del Novecento l'ipotesi delle quattro fonti è stata abbandonata da gran parte degli studiosi. L'esistenza della fonte Elohista era sempre stata abbastanza incerta. Lo stesso Wellhausen preferiva parlare di una fonte Jehowista, quella cioè nata dalla fusione delle due fonti Jahvista ed Elohista. La sua esistenza, poi, era stata negata da Paul Volz (1871-1941) e da Wilhelm Rudolph (1891-1987). Negli influenti studi di Gerhard von Rad la fonte principale era diventata la Jahvista, pensata come opera di un geniale scrittore vissuto alla corte salomonica.
Proprio il successore di von Rad all'università di Heidelberg, Rolf Rendtorff, assestò colpi decisivi anche alla fonte Jahvista e sin dal 1976 diede "addio all'ipotesi documentaria". Rendtorff fece rilevare l'assoluta incompatibilità fra le due principali metodologie utilizzate simultaneamente da molti esegeti: l'ipotesi documentaria e la "storia delle forme" di Hermann Gunkel. La prima, infatti, presuppone l'esistenza di fonti parallele, complete e conseguenti, mentre la seconda pone l'attenzione su piccole unità letterarie e postula cicli narrativi isolati.

### La critica della fonte Jahwista
L'analisi del cosiddetto documento Jahwista portò Rendtorff a ritenere che esso fosse una fonte molto frammentaria, una collezione di storie isolate ("Einzelsagen") o "unità narrative maggiori" scritte da altri. Lo Jahwista, quindi, non ha scritto, come si riteneva, un'unica storia della salvezza dalla creazione del mondo alla conquista della Terra Promessa e non può essere quella fonte portante della Torah, che era ritenuta dalla critica letteraria precedente. Ancor meno credibile come documento unitario, ovviamente, è lo Elohista, che era stato privato prima del materiale narrativo successivamente attribuito alla fonte sacerdotale e poi era entrato in conflitto anche con la storiografia deuteronomista come fonte della striatura profetica della Torah. La teoria documentale, secondo Rendtorff e molti biblisti successivi, si trovava priva proprio di quelle fonti che l'avevano caratterizzata sin dall'inizio.
Nei decenni successivi gli studiosi hanno avanzato teorie numerose e diversificate, senza che sia stato raggiunto un nuovo consenso. Alcuni non ritengono plausibile considerare lo Jahwista una fonte letteraria nel senso inteso dall'ipotesi documentaria (cfr. la "scuola di Heidelberg": R. Rendtorff, Erhard Blum, F. Crüsemann e R. Albertz). Altri si limitano a ridimensionare enormemente lo Jahwista (cfr. Jacques Vermeylen, Peter Weimar, Erich Zenger). Altri ancora lo ritengono un autore posteriore al Deuteronomio e alla storia deuteronomistica (cfr. Hans Heinrich Schmid, Martin Rose, John Van Seters, Frederick V. Winnett, Hans-Christoph Schmitt; Hermann Vorländer, Christoph Levin).
Le diverse proposte sono collegate dall'idea che non solo l'assetto finale del Pentateuco, ma molte delle sue sezioni più importanti risalgano ad epoche recenti della Storia di Israele, esiliche o post-esiliche.

### Un nuovo schema di formazione
Come schema di formazione del Pentateuco Rentdorff propose un ritorno all'antica ipotesi dei "frammenti" di Wilhelm M.L. de Wette e in parte a quella dei "complementi" di Heinrich G.A. Ewald. Secondo Rendtorff, quindi, i frammenti originari sarebbero stati collegati grazie all'opera di "due diversi tipi di redazioni, una di carattere deuteronomistico e una di natura sacerdotale".
I rapporti fra queste due redazioni e il contesto in cui esse hanno operato sono stati variamente interpretati dagli studiosi. Secondo Erhard Blum, un discepolo di Rendtorff, l'attuale Pentateuco sarebbe stato prodotto in epoca persiana dalla fusione di due tradizioni culturali e documentarie indipendenti e antagoniste. La prima, di natura laica e aristocratica, sarebbe all'origine di una "composizione deuteronomistica". La seconda sarebbe di stirpe sacerdotale e avrebbe portato poco dopo ad una "composizione sacerdotale". Il Pentateuco, comunque, conterrebbe anche aggiunte e ritocchi post-sacerdotali nello spirito della "ipotesi dei complementi".
Secondo diversi studiosi il Deuteronomio sarebbe stato composto circa all'epoca di Giosia e avrebbe poi dato origine alla storiografia deuteronomistica del libro di Giosuè e dei libri dei Re. Solo a questo punto le tradizioni più antiche sarebbero state raccolte e armonizzate all'interno di una prima bozza del Tetrateuco, pensata come un prologo alla storia deuteronomista.
Una migliore messa a fuoco della tradizione sacerdotale è merito di Joel P. Weinberg, che ha messo in evidenza il possibile ruolo della Bürger-Tempel-Gemeinde, cioè la comunità post-esilica dei cittadini gravitanti attorno al Tempio. Nell'impero di Persia il Tempio di Gerusalemme, al pari dei centri religiosi di altri popoli, avrebbe goduto di una forte autonomia economica e così sarebbe diventato il centro dell'economia e del potere finanziario, creando una nuova classe dirigente, non sovrapponibile con quella laica (notabili, possidenti, grandi artigiani), che era stata deportata a Babilonia e successivamente e solo parzialmente era rientrata in Israele.

## Nella Sacra Scrittura
La "Legge di Mosè" o comunque la paternità mosaica del Pentateuco sono menzionati:
- nel Pentateuco: Esodo 17,14[24], Numeri 33,1-2[25],Deut 31,9-11[26];
- negli altri libri dell'Antico Testamento : Giosuè 1,7-8[27], Giosuè 8,31-32[28], 1 Re 2,3[29], 2 Re 14,6[30], Esdra 6,18, Neemia 13,1[31], Daniele 9,11-13[32], Malachia 4,4[33];
- nel Nuovo Testamento, anche da Gesù stesso: Matteo 19,8[34], Giovanni 5,45-47[35], Giovanni 7,19[36], Atti 3,22[37], Romani 10,5[38], Marco 12,26[39]